# Ernestine Rose
Ernestine Louise Rose, nacida como Ernestine Louise Polowsky (Piotrków Trybunalski, actual Polonia; 13 de enero de 1810-Brighton, Reino Unido; 4 de agosto de 1892), fue una feminista atea y abolicionista polaca, impulsora del feminismo individualista y una de las mayores fuerzas intelectuales propulsoras del movimiento pro-derechos de la mujer en la América del siglo XIX.
Su padre era un rabino rico y su madre la hija de un acaudalado hombre de negocios.

## Citas
- «Es un hecho interesante y demostrable, que todos los niños son ateos y si no se les inculcara una religión, lo seguirían siendo».
- «¿Usted me dice que la Biblia está en contra de nuestros derechos? Entonces yo les digo que nuestras afirmaciones no se basan en un libro escrito no se sabe cuándo ni por quién. ¿Me dices lo que Pablo o Pedro dice sobre el tema? Entonces yo respondo de nuevo que nuestras reivindicaciones no se basan en las opiniones de nadie, ni siquiera en las de Pablo y Pedro [...] Los libros y opiniones, sin importar quien las haya escrito, si se oponen a los derechos humanos, no son nada más que letra muerta» (Ernestine Rose, respondiendo a religiosas en la Séptima Convención Nacional de la Mujer desarrollada en Nueva York los días 25 y 26 de noviembre de 1856; Historia del Sufragio de la Mujer, vol. 1: pp. 661-663).
- «[...] Los más sabios de todas las edades han reconocido que el periodo más importante en la educación humana es durante la infancia [...] Esta parte tan importante de la educación se deja enteramente en manos de la madre, quien prepara el terreno para futuros cultivos [...] Pero la madre no puede darle lo que ella no posee [...] la debilidad no puede dar la fuerza. Con una educación imperfecta ¿puede desarrollar facultades, crear energías y un espíritu de independencia en sus hijos? La madre debe poseer estas cualidades altas y nobles o no puede impartirlas a su descendencia».

## Lecturas
- Yuri, Suhl (1990). Ernestine L. Rose: Women's Rights Pioneer. New York: Biblio Press. ISBN 0930395093